# Базардјузју
Базардјузју (рус. Базардюзю; азер. Bazardüzü dağı) је планински врх у источном делу Великог Кавказа, на граници Азербејџана и Русије. Са висином од 4.466 метара ово је највиши врх Азербејџана.
Свега 4 километра северније од врха налази се најјужнија тачка Русије. Са самог врха се спушта 8 мањих глечера, од којих је највећи 1 км дуги ледник Тихицар.
У преводу са азерског језика име овог врха значи „трговачки трг“ а настало је тако што је овај планински врх био главни оријентир трговцима у средњем веку који су долазили у подручје Шахнабадске котлине. Локални Лезгини ову планину зову „Кичендаг“ или „страшни врх“ јер је увек обавијена густим облацима.
Први алпиниста који се попео на ову планину био је Алексеј Александров 1847. године и то са североисточне стране.